# Pedro Ponce de León (f. ca. 1374)
Pedro Ponce de León (m. entre 1374 y 1387), ricohombre castellano de la familia Ponce de León, fue hijo de Pedro Ponce de León el Viejo, V señor de Marchena y de Bailén, y de Beatriz de Jérica. Fue VII señor de Marchena, Bornos, Bailén, Rota, Mairena del Alcor y otras villas.

## Orígenes familiares
Fue hijo de Pedro Ponce de León el Viejo y de Beatriz de Jérica, y por parte paterna era nieto de Fernando Ponce de León, IV señor de Marchena, y de Isabel de Guzmán, señora de Chipiona y de Rota. Por parte materna era nieto de Jaime de Jérica, barón de Jérica, y Beatriz de Lauria.
Fue hermano, entre otros, de Juan Ponce de León, VI señor de Marchena, de María Ponce de León, que contrajo matrimonio con Álvar Pérez de Castro, I conde de Arraiolos, I conde de Viana da Foz do Lima y I condestable de Portugal, y de Beatriz Ponce de León, amante de su pariente el rey Enrique II de Castilla.

## Biografía

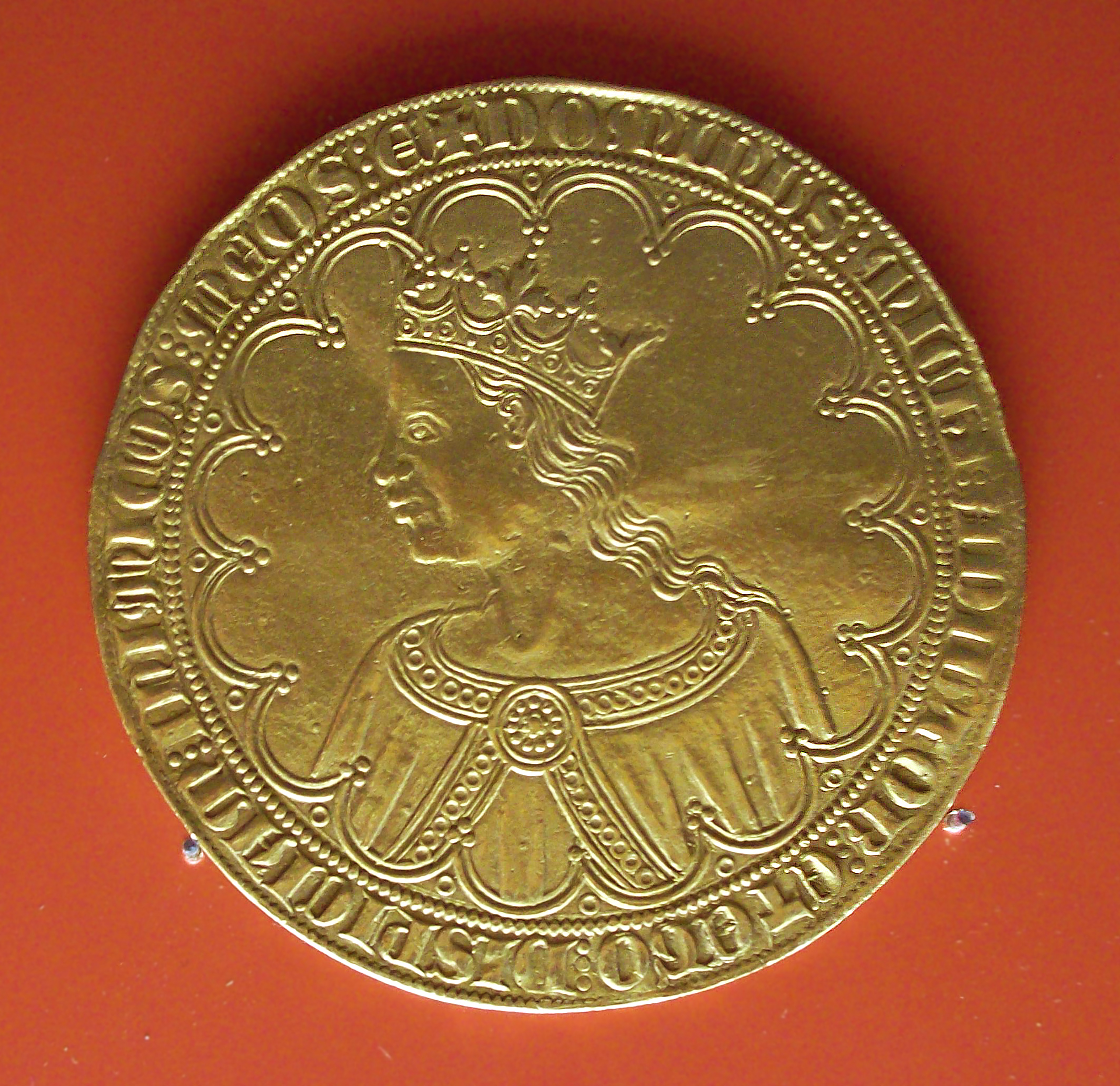
Gran dobla o dobla de a diez de Pedro I de Castilla, hijo y sucesor de Alfonso XI, acuñada en Sevilla en 1360. (M.A.N., Madrid).

Se desconoce su fecha de nacimiento. Su padre, Pedro Ponce de León el Viejo, fue señor de Marchena, Bailén, Rota, Mairena del Alcor, Bornos y Oliva de la Frontera y caballero de la Orden de la Banda, y a su muerte, ocurrida en 1352, su hermano Juan Ponce de León heredó el señorío de Marchena y el resto de las posesiones paternas, aunque el periodo en que ocupó la jefatura de su familia coincidió con la primera guerra civil castellana, en la que se enfrentaron Pedro I de Castilla y su hermanastro, Enrique de Trastámara, que llegaría a reinar como Enrique II de Castilla.
En abril de 1362 su hermano Juan Ponce intentó vender su señorío de Bornos, aunque este sería heredado posteriormente por Pedro Ponce de León y permanecería en manos de su familia hasta que la viuda de Pedro, Sancha de Haro, lo vendió en 1387. Y en 1367 el conde Enrique de Trastámara, que se hallaba en guerra con su hermanastro, Pedro I de Castilla, envió a Sevilla a Gonzalo Mejía, maestre de la Orden de Santiago, con poderes para negociar en su nombre con sus partidarios en la ciudad, aunque a los pocos meses el maestre se vio obligado a abandonarla, acompañado por Pedro Ponce de León, Juan Alonso Pérez de Guzmán, señor de Sanlúcar de Barrameda, y Alonso Pérez de Guzmán, señor de Gibraleón y alguacil mayor de Sevilla, aunque Juan Ponce de León, el hermano mayor de Pedro, permaneció en Sevilla junto con el almirante mayor de la mar Egidio Boccanegra.
Tras su victoria en la batalla de Nájera, el rey Pedro I de Castilla confiscó los bienes de muchos de los partidarios de su hermanastro Enrique y ejecutó a algunos de ellos en Toledo, Córdoba y Sevilla. Y en esta última ciudad fueron apresados el hermano mayor de Pedro Ponce, Juan Ponce de León, y el almirante Egidio Boccanegra y ambos fueron ejecutados públicamente en la plaza de San Francisco de Sevilla en 1367. Y aunque Pedro Ponce de León asumió la jefatura de su familia tras la ejecución de su hermano, todos los señoríos de la misma, incluyendo el de Marchena, fueron confiscados por el rey. Y en 1368, un año después de la ejecución de Juan Ponce de León, Marchena y sus tierras fueron saqueadas por el rey Muhammed V de Granada, aliado del rey Pedro I de Castilla, que también derribó los muros de la villa.

Cuando salió de Sevilla, Pedro Ponce de León se refugió en Llerena junto con otros nobles que se oponían a Pedro I de Castilla, como el maestre de la Orden de Santiago, Gonzalo Mejía, y poco después ambos acudieron a socorrer la ciudad de Córdoba, que se hallaba muy revuelta desde que el rey había ordenado ejecutar en ella a varios nobles destacados, como Pedro Ponce de Cabrera, señor de la Casa de Cabrera de Córdoba, y Fernando Alfonso de Ghete, que fueron ajusticiados en 1358 por orden de dicho monarca.

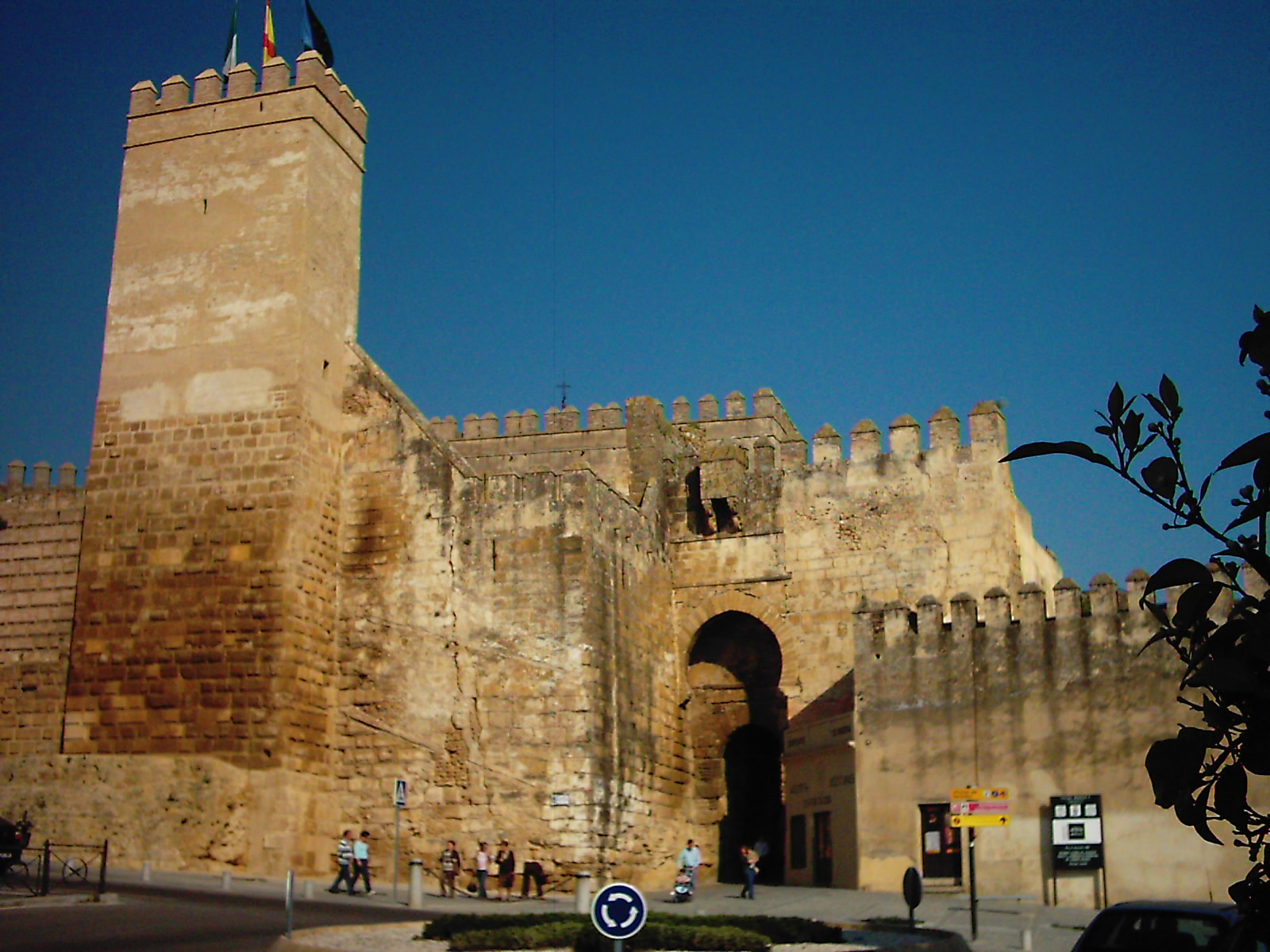
Vista del Alcázar puerta de Sevilla en Carmona. (provincia de Sevilla).

El historiador Francisco Ruano señaló que Pedro Ponce de León acompañó al rey Enrique II en el asedio de Carmona, donde se había atrincherado tras el asesinato de Pedro I el maestre de la Orden de Calatrava, Martín López de Córdoba, que era partidario del difunto monarca y se había apoderado de los alcázares de Carmona, protegiendo así a los hijos del monarca fallecido que se encontraban allí y custodiando el tesoro real. Sin embargo, Enrique II y sus tropas conquistaron Carmona en 1371 y el maestre Martín López de Córdoba fue ejecutado en Sevilla poco después por orden del rey.
Francisco Ruano también afirmó que Pedro Ponce de León acompañó al monarca castellano en otras empresas militares, aunque no especificó en cuales, pero sí hay constancia de que otorgó testamento en Sevilla el 7 de diciembre de 1374, y de que, entre otras disposiciones, mandó vestir a veinte pobres, y dispuso que a cada uno de ellos se les daría una camisa de estopa, zapatos nuevos y un sayo de sayal.
La mayoría de los historiadores modernos, como Juan Luis Carriazo Rubio o Rafael Sánchez Saus afirman que Pedro Ponce de León falleció a finales de 1374 o principios de 1375, aunque este último afirmó en 1989 que murió en 1387, lo que coincide con lo manifestado por otros historiadores antiguos, que ya demostraron que había fallecido antes del 22 de febrero de 1387, pues en ese día su viuda, Sancha de Haro, vendió la villa de Bornos por 2000 doblas  a Martín Fernández Cerón y a Alonso Fernández del Marmolejo, que eran en esos momentos los veinticuatros de la ciudad de Sevilla.

## Sepultura
Fue sepultado, al igual que su padre, en el desaparecido monasterio de San Agustín de Sevilla, siendo sus restos mortales depositados en un sepulcro ubicado en la capilla mayor de la iglesia del monasterio. Y en el sepulcro estaba colocado el siguiente epitafio, que Diego Ortiz de Zúñiga consignó en sus Anales eclesiásticos y seculares de la ciudad de Sevilla:

AQUI YACE DON PEDRO PONCE DE LEON, HIJO DE DON PEDRO PONCE DE LEON EL VIEJO, Y DE DOÑA BEATRIZ DE EXERICA, HIJA DE DON IAYME DE ARAGON, NIETO LEGITIMO DEL REY DE ARAGON, QVE DIOS PERDONE.

En 1810, durante la Guerra de la Independencia Española, el monasterio de San Agustín fue saqueado y ocupado por las tropas francesas, y las tumbas de Pedro Ponce de León y de sus familiares fueron profanadas y destruidas. Y después de ser desamortizado el monasterio en el siglo XIX, los restos mortales de los miembros de la familia Ponce de León que se encontraban sepultados allí fueron trasladados a la iglesia de la Anunciación de Sevilla, donde permanecen en la actualidad, depositados en el interior del Panteón de Sevillanos Ilustres, ubicado en la cripta de dicho templo.

## Matrimonio y descendencia
Pedro Ponce de León contrajo matrimonio en 1363 con Sancha de Baeza, señora de Bailén e hija del ricohombre Juan Ruiz de Baeza, señor de La Guardia, y de Teresa de Haro. Fruto de su matrimonio nacieron los siguientes hijos, que menciona en su testamento en el siguiente orden, así como a su esposa a quien llama Sancha de Baeza:
- Pedro Ponce de León y Haro (m. 1448).[16][27] VIII señor de Marchena y Rota, I conde de Medellín y I conde de Arcos.[27] Contrajo matrimonio con María de Ayala, hija de Pero López de Ayala,[27] canciller mayor de Castilla y alcalde mayor de Toledo, y de Leonor de Guzmán.[29]
- Isabel Ponce de León (m. después de 1410).[16][29] Algunos autores señalan que estuvo desposada con Álvar Pérez de Guzmán, ricohombre de Castilla y señor de Gibraleón, y que su padre le concedió el señorío de Mairena y unas aceñas en Jerez de la Frontera, que se le deberían entregar 15 días antes de la boda, aunque hasta entonces estarían en poder de su hermano Pedro, futuro conde de Arcos y de Medellín.[29] Sin embargo, su matrimonio con Álvar Pérez de Guzmán no llegó a celebrarse, y hay constancia de que ella aún vivía en 1410, ya que en ese año poseía un juro vitalicio de 3.000 maravedís sobre las rentas sevillanas.[29]
- Beatriz Ponce de León.[16] Al igual que a su hermana María, su padre la mencionó entre sus hijos legítimos en su testamento y le legó en el mismo 50 000 maravedís.[29] Algunos autores señalan que contrajo matrimonio con Lope Ortiz de Stúñiga,[29] señor de parte de Alesanco y de Las Cuevas y alcalde mayor de Sevilla, que era hijo de Gonzalo López de Stúñiga y de Sancha de Rojas.[30]
- María Ponce de León.[16] Contrajo matrimonio con Pedro Boil, señor de Masanasa, que murió en la batalla de Aljubarrota. EL historiador Rafael Sánchez Saus señaló que su padre la mencionó entre sus hijos legítimos en su testamento y que en éste le legó 50 000 maravedís.[29]

Los hijo naturales que tuvo y que menciona en su testamento, a quien deja, a cada uno de ellos, la suma de diez mil maravedís, fueron:
- Fernando Ponce de León.[16]
- Juan Ponce de León (m. 1394).[16] Rafael Sánchez Saus afirmó que fue hijo ilegítimo de Pedro Ponce de León y que murió luchando contra los musulmanes,[29] aunque Francisco Ruano señaló que fue hijo legítimo y coincidió con el anterior en que murió combatiendo contra los granadinos, pero especificando que lo hizo en la Vega de Granada en 1394.[31]
- Alfonso Ponce de León.[16]
- Beatriz Ponce de León, tenida en María Sánchez, a quien le manda 20 000 maravedíes.[16]

| Predecesor: Juan Ponce de León | Señor de Marchena 1367-1374/1387 | Sucesor: Pedro Ponce de León |